# Dexia fingens
Dexia fingens är en tvåvingeart som beskrevs av Walker 1853. Dexia fingens ingår i släktet Dexia och familjen parasitflugor. Inga underarter finns listade i Catalogue of Life.